# Naum Sklar
Naum Izrailewicz Sklar (ros. Наум Израилевич Скляр, ur. 1869 lub 1870 w Berysławiu, zm. 27 maja 1953) – rosyjski lekarz psychiatra, profesor psychiatrii Uniwersytetu w Astrachaniu. Był autorem około 60 prac naukowych w języku rosyjskim i niemieckim. Zajmował się m.in. psychozami w przebiegu chorób zakaźnych, psychozami więziennymi, zaburzeniem obsesyjno-kompulsyjnym.

## Życiorys
Studiował na Uniwersytecie w Bernie, tytuł doktora medycyny otrzymał w 1904 roku na podstawie rozprawy Ueber Gefängnispsychosen. Od 1900 do 1904 roku pracował w zakładach psychiatrycznych w Zurychu, Bazylei, Rheinau i Solurze. W 1904 roku powrócił do Rosji i podjął pracę w twerskim szpitalu psychiatrycznym, a od 1908 w szpitalu psychiatrycznym w Tambowie. Od 1924 roku kierował kliniką psychiatrii w Astrachaniu. W 1935 roku otrzymał tytuł profesora. W 1938 roku w Moskwie, po wybuchu wojny przeniósł się z powrotem do Astrachania. Był autorem około 60 prac naukowych. Zmarł w 1953 roku w wieku 84 lat.

## Wybrane prace
- Ueber Gefängnispsychosen, „Monatschrift für Psychiatrie und Neurologie”, 16 (4), 1904, s. 441–453, DOI: 10.1159/000219219.
- О влиянии текущих политических событий на душевные заболевания. Русский врач 8, 223, 1906
- Zur Psychopathologie und klinischen Stellung der Zwangszustände. Allgemeine Zeitschrift für Psychiatrie  66, 1909
- Beiträge zur Lehre von den Zwangshalluzinationen. Allgemeine Zeitschrift für Psychiatrie 67, 1910
- Зоммеровская клиника и экспериментально-психологический метод исследования при нервных и душевных болезнях. Москва: тип. Штаба Моск. воен. окр., 1912
- Психиатрические клиники и больницы в Вене, Гиссене и Мюнхене. Москва: тип. Штаба Моск. воен. окр. 1912
- К казуистике истерических психозов. Москва: тип. Штаба Моск. воен. окр. 1913
- Война и душевные заболевания. Москва: тип. Штаба Моск. воен. окр., 1916
- Ueber die Psychosen bei den Infektionskrankheiten, insbesondere beim Flecktyphus und Rekurrens. Monatschrift für Psychiatrie und Neurologie 52, ss. 21–53, 1922
- Über die katatonische Demenz und deren klinische Formen, „Archiv für Psychiatrie und Nervenkrankheiten”, 67 (1-4), 1923, s. 58–83, DOI: 10.1007/BF02126512.
- Über die klinische Stellung der Paraphrenien, „Archiv für Psychiatrie und Nervenkrankheiten”, 70 (1), 1924, s. 226–242, DOI: 10.1007/BF01814077.
- N. Skliar, K. Starikowa, Zur vergleichenden Psychiatrie, „Archiv für Psychiatrie und Nervenkrankheiten”, 88 (1), 1929, s. 554–585, DOI: 10.1007/BF01814155.
- Skliar N, Iwanow A, Tscherjapkin W. Zur Kasuistik der psychischen Epidemien. Allgemeine Zeitschrift für Psychiatrie und psychisch-gerichtliche Medizin 95, 271, 1931
- Skliar, Iwanow. Ueber den Anascha-Rausch. Allgemeine Zeitschrift fuer Psychiatrie 98, s. 300-330, 1932
- О группировке психопатий. Проблемы неврологии и психиатрии 438-445, 1939